# Tenerife
Tenerife – miasto w Kolumbii, w departamencie Magdalena.